# 图特南
图特南（法語：Toutenant，法語發音：[tutnɑ̃]）是法国索恩-卢瓦尔省的一个市镇，属于索恩河畔沙隆区。

## 地理
图特南（46°52'31"N, 5°6'54"E）面积13.62 平方千米，位于法国勃艮第-弗朗什-孔泰大區索恩-卢瓦尔省，该省份为法国中部省份，北起顺时针与科多尔省、汝拉省、安省、罗讷省、卢瓦尔省、阿列省和涅夫勒省接壤。
与图特南接壤的市镇（或旧市镇、城区）包括：蓬图、弗龙特纳尔、布雷斯地区圣博内、布雷斯地区圣迪迪耶、塞尔梅斯。

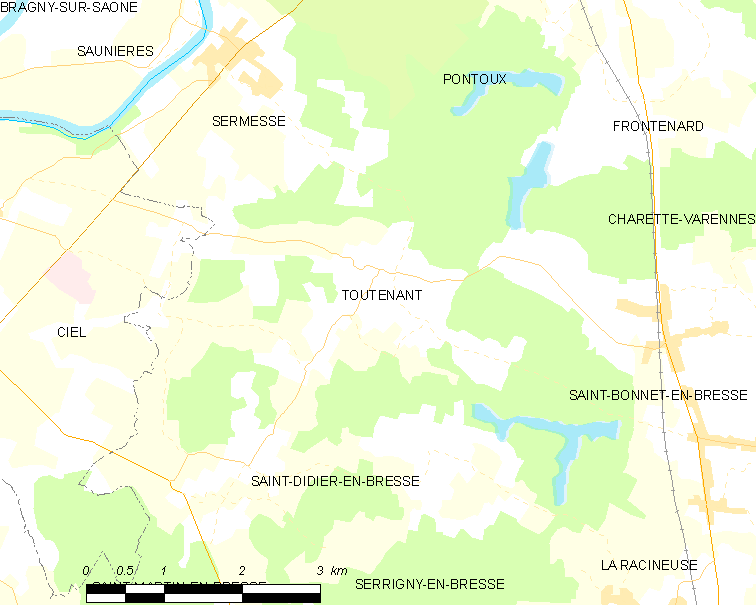
图特南的OSM定位图

图特南的时区为UTC+01:00、UTC+02:00（夏令时）。

## 行政
图特南的邮政编码为71350，INSEE市镇编码为71544。

## 政治
图特南所属的省级选区为热尔日县。

## 人口

1962-2008年间图特南人口变化图示

图特南于2022年1月1日时的人口数量为173人。